# Meaghan Jette Martin
Meaghan Jette Martin (Las Vegas, 17 februari 1992) is een Amerikaans actrice en zangeres. Ze speelt onde meer Tess Tyler in de Disney-film Camp Rock. Daarin zingt ze twee liedjes: Too Cool en  2 Stars. Ze zingt ook een versie van When you wish upon a star.

## Filmografie

### Televisie
| 2010 | Mean Girls 2                                      | Jo Mitchell      |
| 2010 | Camp Rock 2: The Final Jam                        | Tess Tyler       |
| 2010 | 10 Things I hate About you                        |                  |
| 2009 | 10 Things I Hate About You                        | Bianca Stratford |
| 2009 | Leo Little's Big Show                             |                  |
| 2009 | Dear Lemon Lima                                   | Megan Kennedy    |
| 2008 | House, M.D.                                       | Natalie          |
| 2008 | Jonas Brothers: Living the Dream                  | haarzelf         |
| 2008 | Jonas Brothers: Band in a Bus                     | haarzelf         |
| 2008 | Disney Channel's 3 Minute Game Show               | presentatrice    |
| 2008 | Camp Rock                                         | Tess Tyler       |
| 2007 | The Suite Life of Zack and Cody (Sleepover Suite) | Stacie           |
| 2007 | Just Jordan (Home Alone In The Diner)             | Ashley           |
| 2007 | Close to Home (Fall from Grace)                   | Candy            |

### Theater
| Jaar | Toneelstuk |
| ---- | ---------- |
| 2007 | 13         |

| jaar | plaats               | rol                  |
| ---- | -------------------- | -------------------- |
| 2008 | Disney Channel Games | Online presentatrice |

### Voice-over
| Jaar | Show                                 | Rol        |
| ---- | ------------------------------------ | ---------- |
| 2008 | Kingdom Hearts Re: Chain of Memories | Namine     |
| 2008 | Jonas Brothers "A Little Bit Longer" | Video Girl |
| 2015 | Until Dawn                           | Jessica    |

## Discografie
- "Too Cool" - van Camp Rock soundtrack
- "2 Stars" - van Camp Rock soundtrack
- "When You Wish Upon A Star" - van Pinokkio 70th Anniversary Edition soundtrack
- "For That I Hate You" - van officiële Myspace pagina
- "Magic" - voor de Wizards of Waverly Place soundtrack
- "Circle Of Life" - voor de opkomende Disney Mania CD
- "Let's Talk About Love" - voor de Build A Bear promotion
- "It's on" - van Camp Rock 2: The Final Jam soundtrack
- "Tear it down" - van Camp Rock 2: The Final Jam soundtrack
- "This is Our Song" - van Camp Rock 2: The Final Jam soundtrack
- "Walkin' in my Shoes" - van Camp Rock 2: The Final Jam soundtrack